# كاميناند
كاميناد (بالإنجليزية: Caminandes)‏ هي سلسلة من الأفلام الكارتونية القصيرة، والمحركة حاسوبياً أصدرتها مؤسسة بلندر.

## التسمية
العنوان كاميناد (بالإنجليزية: Caminandes)‏ هو لفظ مركب بين (caminar) وهي كلمة إسبانية و آند (بالإنجليزية:  Andes)‏ وتعني أنديز وهي سلسلة جبلية.

## إنتاج
الفيلم سلسلة شراكة بين تشاك جونز ومجموعة من الشركات، أستخدم في الفيلم مجموعة من البرامج  مفتوحة المصدر كبرنامج  جنو لمعالجة الصور GIMP وكريتا، جنو/لينكس وبلندر .
تصغير

## شاهد الأفلام
- الجزء 1 (بالإنجليزية): Llama Drama (2013)
- الجزء 2 (بالإنجليزية): Gran Dillama (2013)
- الجزء 3 (بالإنجليزية): Llamigos (2016)

AZIZSAADI IL LOVE YOU BLENDER